# Holstraat (Nokere)
De Holstraat is een straatnaam en een helling bij Nokere in de Belgische provincie Oost-Vlaanderen en komt uit op de top van de Nokereberg.

## Wielrennen
De helling wordt vaak opgenomen in Dwars door Vlaanderen. Ze wordt dan als laatste helling tweemaal beklommen in de plaatselijke omlopen. Deze plaatselijke omlopen werden in de editie van 2010 niet verreden, in plaats van de Holstraat bij Nokere beklom men de Holstraat bij Anzegem. In 2022 wordt de Holstraat in Nokere weer opgenomen als laatste helling.